# Allium carolinianum
Allium carolinianum là một loài thực vật có hoa trong họ Amaryllidaceae. Loài này được DC. mô tả khoa học đầu tiên năm 1804.

## Hình ảnh

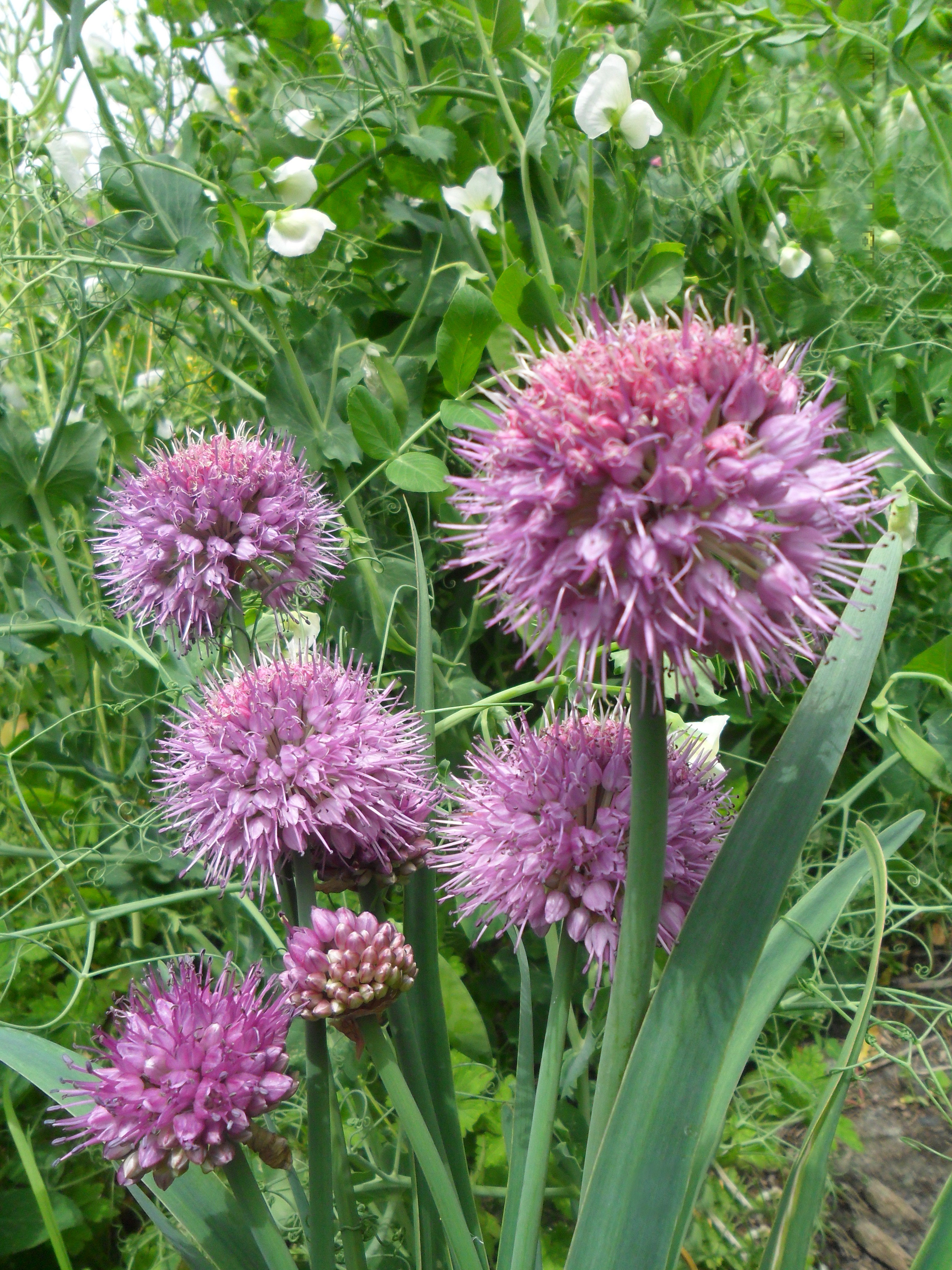